# Marten Corver
Marten Corver (Amsterdam, 28 december 1727 – Amsterdam, 1 augustus 1794) was een Nederlands toneelspeler, toneelschrijver, regisseur en theaterdirecteur, die achtereenvolgens in Amsterdam, Den Haag en Rotterdam actief was. Hij kan gezien worden als een theatervernieuwer en een wegbereider van het classicistische toneel, dat pas na zijn dood tot grote bloei zou komen. De beroemde Engelse acteur en theatermaker David Garrick noemde hem "de grootste acteur".

## Biografische schets
Over het leven van Marten Corver vóór zijn toneeldebuut in 1746 is vrijwel niets bekend. In 1742 was hij op 14-jarige leeftijd in de leer gegaan bij de in die tijd beroemde toneelspeler Jan Punt, niet om te leren toneelspelen, maar om de teken- en graveerkunst onder de knie te krijgen. Uit deze periode zijn enkele gravures bewaard gebleven, die al een theatrale inslag tonen.

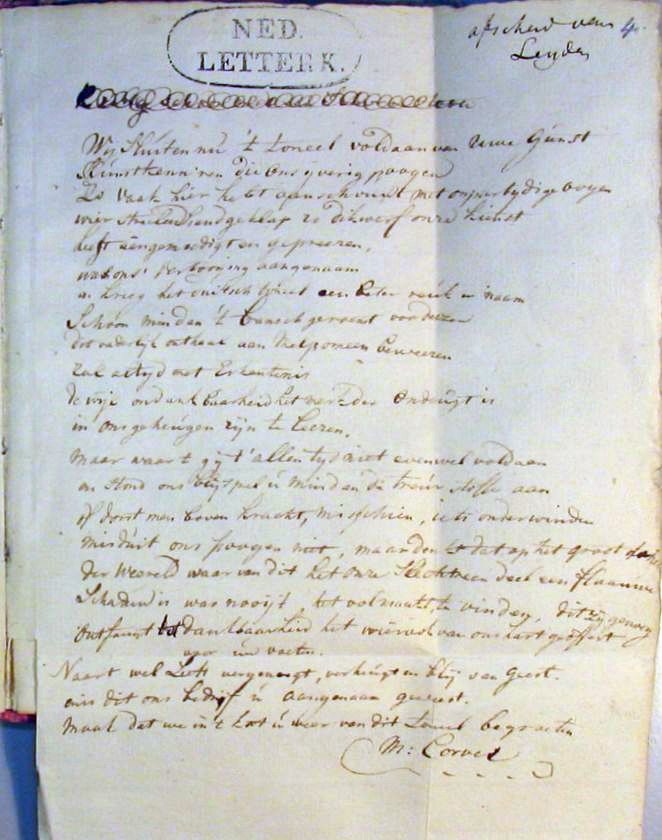
Handschrift van een gedicht van Corver
(datum onbekend)

Na zijn toneeldebuut als Claudius in De doodelijke minnenijd van Van der Hoeven, ontplooide Corver zich als een eerste-klas toneelspeler en modern regisseur, een functie die toen feitelijk nog niet bestond. Hij vormde met zijn slanke, modieuze verschijning al gauw een scherp contrast met de ouderwetse Punt, die in 1755 inwonend kastelein van de oude schouwburg van Van Campen was geworden. Corver was een bewonderaar van Frankrijk, Franse manieren, Franse opvattingen en uiteraard de Franse classicistische toneelstijl, met Voltaire als hoogste ideaal. Als toneelleider trad hij autoritair op tegen de gangbare Hollandse heldentoon, de heroïsche speeltrant en het zangerig reciteren. Daartegenover stelde hij eenvoudig en natuurlijk spel, zoals beschreven in de Encyclopédie sub voce Déclamation van de encyclopédist Jean-François Marmontel. Een van de vernieuwingen die hij doorvoerde was het afschaffen van de vaste kostuums; voortaan moesten kostuums worden gedragen die bij de situatie pasten. Het publiek moest erg wennen toen Achilles in 1760 voor het eerst een Grieks ogend kostuum droeg en niet minder toen Karel de Stoute twee jaar later opkwam in 15e-eeuwse dracht. Als regisseur eiste hij dat er gezamenlijk gerepeteerd werd, iets wat voorheen niet gebeurde. Ook inhoudelijk veranderde er het een en ander, doordat er meer burgerlijke drama's gespeeld werden, veelal vertaald uit het Duits, met voor het publiek herkenbare situaties. Corver zag overigens zeer op het publiek neer – met name het Amsterdamse – en gaf in zijn memoires diverse voorbeelden van de domheid van de toeschouwers.
In 1763 kwam het tot een breuk tussen Punt en Corver en de laatste vertrok met een zestal andere acteurs naar Leiden. In 1765 liet hij een eigen theater bouwen in de Haagse Assendelftstraat. In 1772 brandde de Amsterdamse schouwburg aan de Keizersgracht af. Punt vertrok naar Rotterdam; Corver bleef aanvankelijk in zijn eigen theater in Den Haag, hoewel hij ook in andere plaatsen optrad. In 1776 werd in Rotterdam een nieuwe schouwburg geopend. Punt werd aan de kant gezet en Corver werd er tot directeur benoemd. Onder de jonge acteurs die hij engageerde waren de 18-jarige Ward Bingley en de 15-jarige Johanna Cornelia Wattier, die beiden zouden uitgroeien tot de grootste sterren van het Nederlandse toneel. Toch wist Corver van de Rotterdamse Schouwburg geen succes te maken en in 1779 vertrok hij weer. Zijn laatste optreden was in Leiden, waar hij in 1783 de rol van Cato speelde in de gelijknamige tragedie van Joseph Addison.
Over het privéleven van Marten Corver is weinig bekend. Hij was gehuwd eerst met Anna van Hattum, daarna met M. Brinkman. Zijn zoon Gerrit Corver was, hoewel enigszins mismaakt, een verdienstelijk toneelspeler en toneelvertaler. Zijn kleindochter Anna zou eveneens toneelspeelster worden en trouwde met de acteur Jacobus Marinus Hilverdink. Waarschijnlijk ging Corvers gezondheid na 1780 achteruit. Zeker is dat hij zich in 1786 rustend toneelspeler noemde. Hij overleed in 1793 op 67-jarige leeftijd.

## Nalatenschap
Van Marten Corver zijn diverse gravures uit zijn jonge jaren bewaard gebleven.
In 1777 vertaalde Marten Corver Tartuffe van Molière. Corver beschreef de 18e-eeuwse toneelpraktijk in de Noordelijke Nederlanden uitvoerig in zijn belangwekkende Tooneel-aantekeningen (1786). Deze verhandeling was een antwoord op het enkele jaren eerder verschenen Het leven van Jan Punt van de Friese arts-schrijver Simon Stijl, waarin deze Punt verheerlijkte en scherpe kritiek uitte op Corver. Het leidde tot een polemiek tussen die twee. Corvers antwoord werd uitgegeven als: Iets voor oom en neef (1787).
In de Amsterdamse wijk Slotervaart is een straat naar hem genoemd, de Marten Corverhof.
- Nederlandse Thesaurus van Auteursnamen: 306185423
- Virtual International Authority File: 280951080
- WorldCat: E39PBJkxQcJfcxvPTbmq83Qwmd